# Ortholexis
Loxolexis là một chi bướm ngày thuộc họ Bướm nâu.